# 素肉

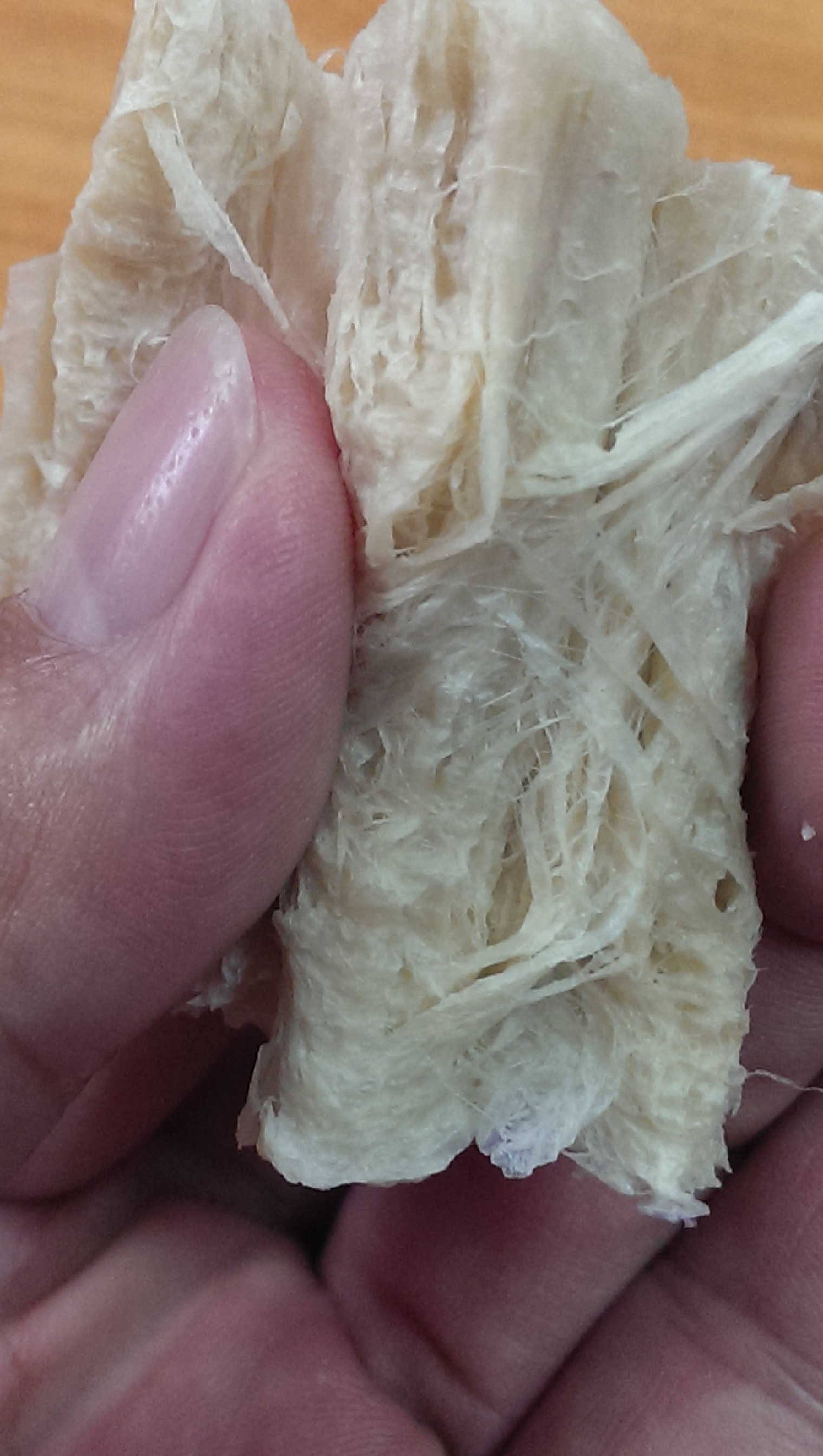
素肉絲狀組織

素肉（英語：vegetarian meat），又叫植物肉（plant meat），学名肉替代品（meat substitute）、仿肉（meat analogue），是指以植物原料製作，模仿動物肉的口感、味道或外觀的食物製品。在台灣的素食食品工業中，指的是絲狀植物組織蛋白（TVP），為專供素食加工的主要原料之一。

## 历史
中国宋代陶谷在《清异录》记载了豆腐作为素肉的现象。
植物組織蛋白，早期在實驗室被制作，但隨著食品工業化的進展，具有絲狀的植物組織蛋白的素肉，其制程則採用具單軸或雙軸不同螺旋結構之擠壓機，產生高溫高壓之環境，使各植物蛋白融溶，重新排列組織，形成具有絲狀之結構，可跳脫實驗室的化學添加反應，是採用物理方式制成之產品，並具有可完全替代肉制品之植物蛋白。
台灣在1990年代已經在開發素肉產品，2016年以前市面上已經有許多素肉產品，模仿牛、羊、豬、雞、鴨、魚料理的素肉皆有。

## 成份種類
目前市面上有以單一植物蛋白或混合多種植物蛋白為基礎的素肉：如大豆素肉、小麥素肉、花生素肉、豌豆素肉等種類。

### 素肚
在臺灣，有一種用麵類或豆製品製成的素食食物，因外型像豬的胃因此得名为素肚，在滷味攤十分常見。而它的烹調方式有多種，最常見的是放入滷汁中滷，也可以切片後與蔬菜肉類一同炒，或者用油炸或煎的方法烹饪。

## 外部連結
- "Vegetarian meat" - 搜索 Google 圖書
- "素肉" - 搜索 Google 圖書